# Revolución liberal de Oporto

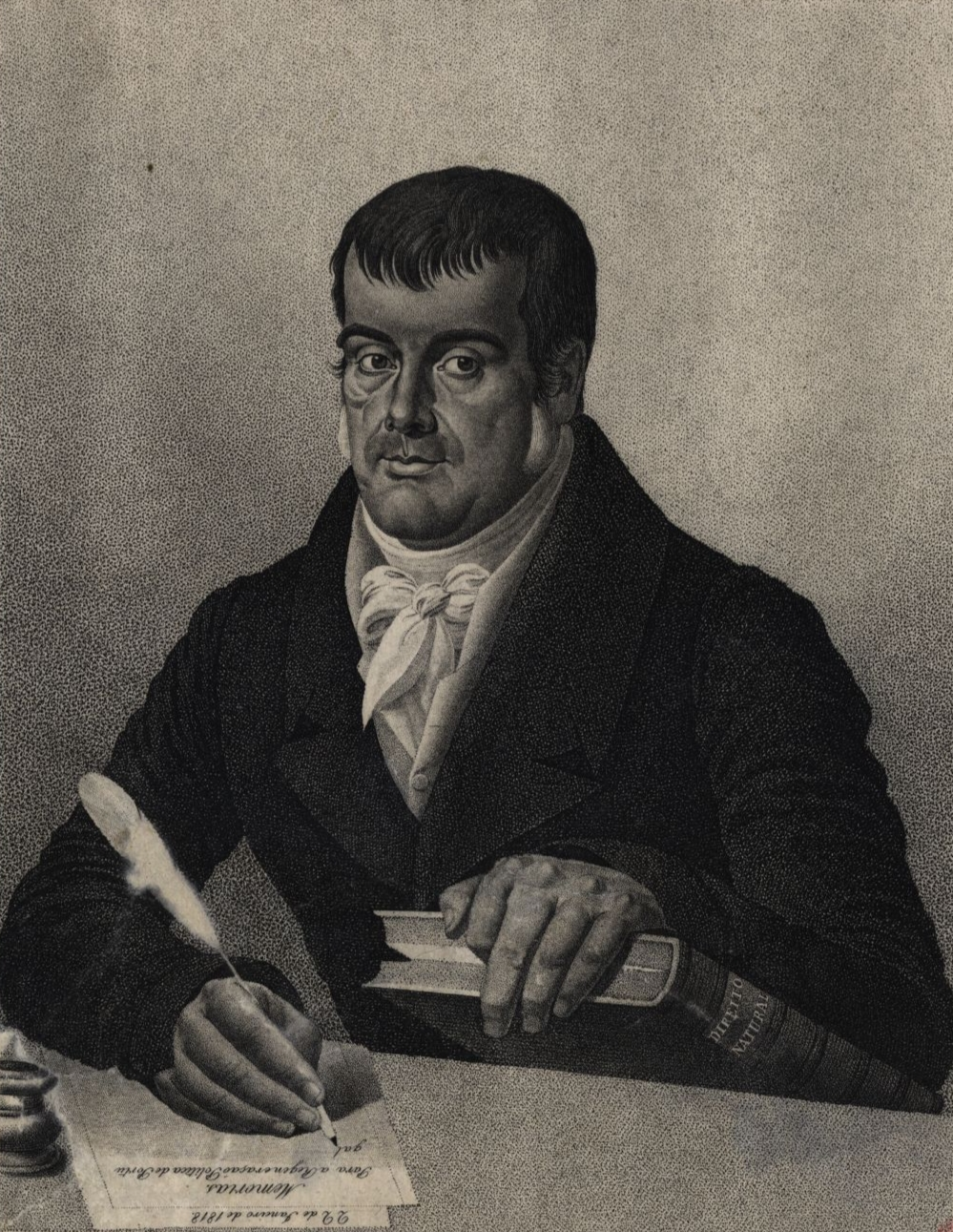
Manuel Fernandes Tomás, líder de o Sinédrio, el grupo impulsor de la Revolución de Oporto que desencadenó el fin de la monarquía absoluta en Portugal.

La Revolución liberal de Oporto, que comenzó el 24 de agosto de 1820 en Oporto, inició el movimiento liberal que se extendió por todo el Reino de Portugal y que puso fin a la monarquía absoluta. Se convocaron Cortes constituyentes que aprobaron la Constitución portuguesa de 1822, inspirada en la española Constitución de Cádiz. En ese contexto se produjo la independencia de Brasil.

## Historia
La burguesía mercantil de Oporto se quejaba de los efectos de las invasiones napoleónicas, el dominio británico y la apertura de los puertos brasileños al comercio mundial. También de que la corte real se hubiera trasladado a Brasil desde 1808 con motivo de la invasión francesa de noviembre de ese año pero no retornara a Portugal pese a que los franceses habían sido expulsados en 1814. Esta situación causaba que la metrópoli portuguesa quedara efectivamente relegada a la condición de territorio subordinado a Brasil, en tanto la sede del gobierno y la administración estaba en Río de Janeiro y desde allí el rey Juan VI dirigía todo el imperio colonial portugués. También eran motivo de indignación las concesiones comerciales hechas por Juan VI a Gran Bretaña que destruían el monopolio comercial de los portugueses y empobrecían al país acostumbrado a percibir las rentas de la explotación de las colonias sin competencia alguna. El control oficial de los británicos sobre el ejército portugués, situación instaurada desde el fin de la Guerra Peninsular, era otra causa del malestar entre la población.
Como ha señalado José Hermano Saraiva, «la situación portuguesa, en 1820, era de crisis en todos los niveles de la vida nacional: crisis política causada por la ausencia del rey y de los órganos de gobierno que se encontraban en Brasil; crisis ideológica, nacida de la progresiva difusión, en las ciudades, de las ideas políticas que consideraban a la monarquía absoluta como un régimen opresivo y obsoleto; crisis económica, resultante de la emancipación económica de Brasil; crisis militar, originada por la presencia de los oficiales ingleses en los altos puestos del ejército y por la animadversión de los oficiales portugueses, que se veían relegados en las promociones». Así se reconocía en un informe fechado el 2 de junio enviado desde Lisboa al rey João VI, que desde 1808 tenía su corte en Río de Janeiro:

Portugal ha llegado a una crisis en la que, o ha de sufrir la revolución de las fortunas, del orden, la anarquía, y otros males que trae consigo la aniquilación del crédito público, o, sin la menor pérdida de tiempo ha de cuidarse de aumentar la renta sin nuevos impuestos que las presentes circunstancias no admiten, y en disminuir los gastos, cortando no sólo los superfluos, sino incluso los necesarios. [...]
 Dígnese Vuestra Majestad tomar en consideración que Portugal es un reino de pequeña extensión y escasamente poblado; que su agricultura está poco adelantada por los inmensos gravámenes que pesan sobre los labradores; que el ramo más útil de la misma agricultura, que es el vino, se halla en decadencia por la apertura de los puertos de Brasil a los vinos de todas las naciones; que nuestra industria se paralizó considerablemente con la libre entrada en Portugal y en Brasil de la mano de obra inglesa, con cuyos precios no puede competir; que el comercio decayó extraordinariamente no sólo por la mencionada apertura de los puertos de Brasil, que privó a Portugal del comercio exclusivo con aquel reino, sino por la competencia de todas las naciones marítimas, siendo  muy de temer que, si las cosas siguen así, desaparezca de los mares la bandera portuguesa en breve plazo; que a Brasil se va anualmente una porción muy considerable de las rentas de este reino, bastando la importancia de las rentas de los bienes patrimoniales y de la corona y órdenes para formar una abultada suma, que aquí en la circulación interior hace falta y nos va empobreciendo continuamente.

Este es el contexto en que se produjo la revolución portuguesa de 1820, espoleada además por la revolución española. La iniciativa la tomó un pequeño grupo de burgueses de Oporto que desde 1818 se reunían en una tertulia que era conocida como o Sinédrio (el Sanedrín) y cuyo líder era Manuel Fernandes Tomás. Este en cuanto conoció la noticia del triunfo de la Revolución en la vecina España, con cuyos liberales o Sinédrio mantenía contactos, hizo un llamamiento para seguir su ejemplo. Uno de los miembros del Sinédrio describió así el discurso que pronunció Fernandes Tomás:

Presidía él, y con su voz fuertemente acentuada pintó el estado del país, sin rey que lo gobernase, un general extranjero señor del ejército, extranjeros gobernando también las provincias, nuestra dependencia de Brasil, en fin, la revolución de España, que acaba de terminar felizmente con el juramento de Fernando VII a la Constitución de Cádiz. ¿Nos quedaremos así? ¿Debemos continuar en esta ignomia?, repitió muchas veces con fuerza.

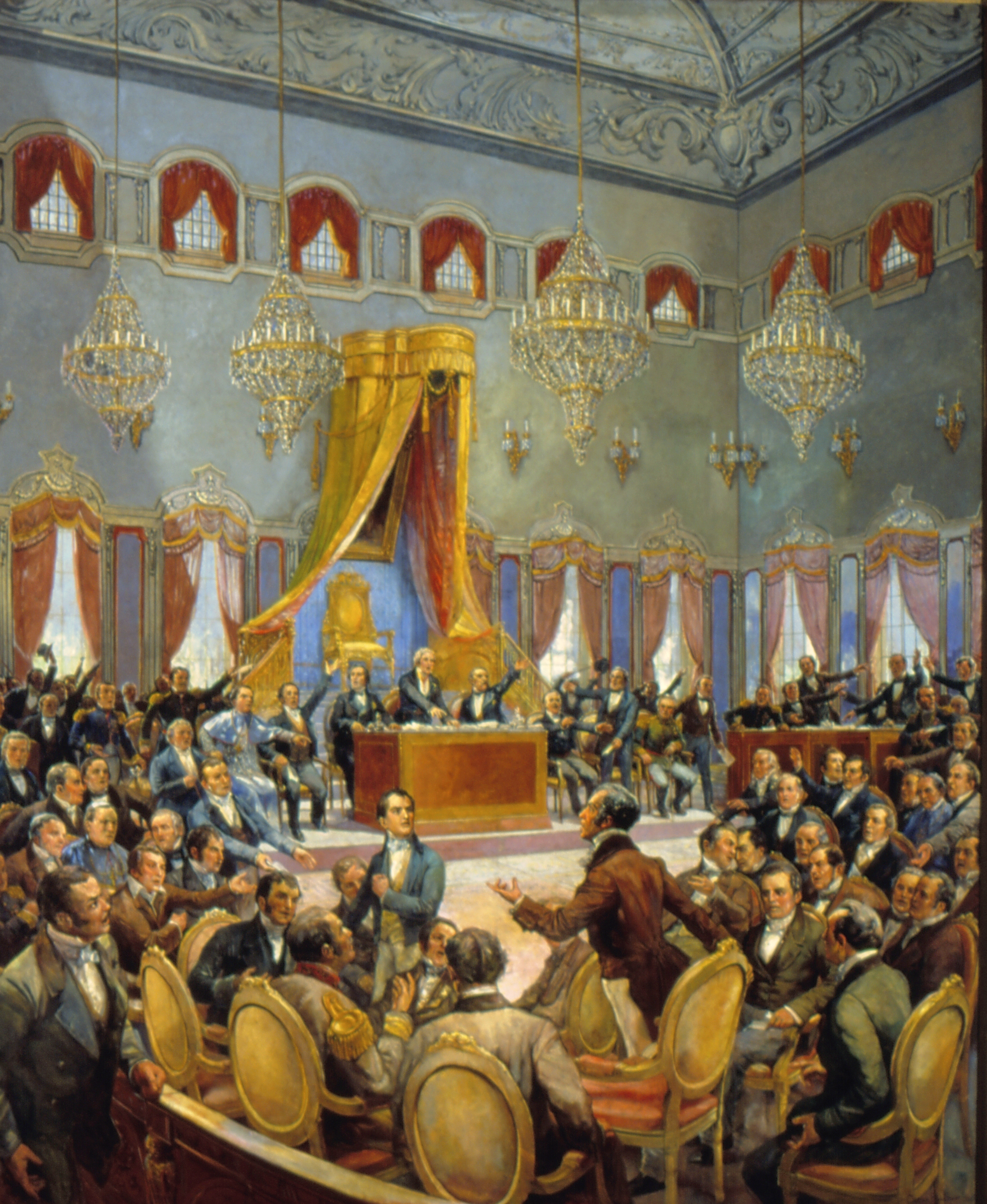
Sesión de las Cortes de Lisboa de 1822.

Los miembros del Sinédrio consiguieron con bastante facilidad la adhesión de numerosos militares de las guarniciones del norte y el 24 de agosto un regimiento de artillería se sublevó. Uno de sus coroneles leyó la siguiente proclamación: «Vamos con nuestros hermanos de armas a organizar un gobierno provisional que convoque a las Cortes para hacer una Constitución, cuya falta es el origen de todos nuestros males». Tres semanas después, el 15 de septiembre, la guarnición de Lisboa se sumaba al movimiento, lo que selló el triunfo de la revolución, que no encontró resistencia alguna y despertó un gran entusiasmo. En un folleto impreso aquellos días se decía que se estaban viviendo «días llenos de sucesos tan gloriosos para la nación portuguesa que su narración será difícil de creer en épocas futuras… Días que nos abren la vida de un porvenir radiante, cual viene a ser el que nos prometen las sabias leyes». La revolución también se extendió a Brasil donde estallaron revueltas liberales en Pará, en Bahía y en la capital Río de Janeiro (donde se sublevó la guarnición portuguesa).
En Lisboa se formó el 28 de septiembre una Junta Provisional do Supremo Governo do Reino que sustituyó a Lord Beresford, que ejercía de facto la regencia de Portugal, y convocó Cortes constituyentes. Las elecciones se realizaron por sufragio indirecto en tres grados, que era la fórmula establecida por la Constitución española de 1812. Todos los diputados que resultaron elegidos fueron liberales, con predominio de su sector más radical. Recibieron el nombre de vintistas, un neologismo inspirado en el español «doceañista». La Constitución que finalmente aprobaron en septiembre de 1822 estaba directamente inspirada en la española Constitución de Cádiz. Como esta, se basaba en la idea de la soberanía nacional y la limitación del poder del rey y las Cortes estaban constituidas por una sola Cámara de mandato bianual (aunque eran elegidas por sufragio universal directo, excluidos analfabetos, mujeres y frailes, y no por sufragio indirecto en tres grados como en la Constitución de Cádiz).
Las Cortes constituyentes reclamaron la vuelta del rey a Portugal y este acató la orden, tras prometer el 24 de febrero de 1821 que aceptaría la Constitución que las Cortes aprobasen, fuese cual fuese. Dejó como regente de Brasil al príncipe heredero don Pedro pero cuando llegó a Lisboa las Cortes no le reconocieron la autoridad para designar regentes y ordenaron el regreso de don Pedro a Portugal. La respuesta de este fue proclamar la independencia de Brasil (Grito de Ipiranga del 7 de septiembre de 1822) y constituir el Imperio de Brasil del que él sería su primer emperador. Entonces el gobierno de Lisboa, contando con la aprobación de las Cortes, organizó una expedición militar a Brasil. En realidad, durante la que sería conocida como Guerra de Independencia de Brasil (1822-1824) solo hubo combates de entidad en Bahía, que temporalmente había quedado bajo dominio de tropas portuguesas. Portugal acabará reconociendo al Imperio del Brasil el 29 de agosto de 1825.
Las Cortes Portuguesas constitucionalistas de 1820 funcionaron hasta que fueron disueltas por la reacción absolutista del príncipe Miguel de Braganza, hijo del rey Juan VI, que en 1823 las disolvió por un golpe de Estado que reimplantó la monarquía absoluta.